# Canal de Chimay
 (septembre 2021).
La mise en forme du texte ne suit pas les recommandations de Wikipédia : il faut le « wikifier ».
Les points d'amélioration suivants sont les cas les plus fréquents. Le détail des points à revoir est peut-être précisé sur la page de discussion.
- Les titres sont pré-formatés par le logiciel. Ils ne sont ni en capitales, ni en gras.
- Le texte ne doit pas être écrit en capitales (les noms de famille non plus), ni en gras, ni en italique, ni en « petit »…
- Le gras n'est utilisé que pour surligner le titre de l'article dans l'introduction, une seule fois.
- L'italique est rarement utilisé : mots en langue étrangère, titres d'œuvres, noms de bateaux, etc.
- Les citations ne sont pas en italique mais en corps de texte normal. Elles sont entourées par des guillemets français : « et ».
- Les listes à puces sont à éviter, des paragraphes rédigés étant largement préférés. Les tableaux sont à réserver à la présentation de données structurées (résultats, etc.).
- Les appels de note de bas de page (petits chiffres en exposant, introduits par l'outil «  Source ») sont à placer entre la fin de phrase et le point final[comme ça].
- Les liens internes (vers d'autres articles de Wikipédia) sont à choisir avec parcimonie. Créez des liens vers des articles approfondissant le sujet. Les termes génériques sans rapport avec le sujet sont à éviter, ainsi que les répétitions de liens vers un même terme.
- Les liens externes sont à placer uniquement dans une section « Liens externes », à la fin de l'article. Ces liens sont à choisir avec parcimonie suivant les règles définies. Si un lien sert de source à l'article, son insertion dans le texte est à faire par les notes de bas de page.
- La présentation des références doit suivre les conventions bibliographiques. Il est recommandé d'utiliser les modèles {{Ouvrage}}, {{Chapitre}}, {{Article}}, {{Lien web}} et/ou {{Bibliographie}}. Le mode d'édition visuel peut mettre en forme automatiquement les références.
- Insérer une infobox (cadre d'informations à droite) n'est pas obligatoire pour parachever la mise en page.

Pour une aide détaillée, merci de consulter Aide:Wikification.
Si vous pensez que ces points ont été résolus, vous pouvez retirer ce bandeau et améliorer la mise en forme d'un autre article.
Pour les articles homonymes, voir Chimay.
Le canal de Chimay est un projet abandonné de canal en Belgique, datant de 1831.

## Le projet de canal
Cette mention d’un canal apparaît dans un mémoire anonyme publié à Mons en 1831 sur des Projets de canaux pour le bassin de la Meuse, dans le but de désenclaver l’Entre-Sambre-et-Meuse.
Ce document fait suite à une requête que la Chambre de Commerce de Charleroi avait adressée au roi des Pays-Bas. En voici d’ailleurs les termes exacts : « Une société qui était en demande de concession de minerai de fer, pour plusieurs communes de l’entre Sambre et Meuse, a présenté au gouvernement hollandais un avant projet de cette communication sous le titre de canal de Chimay ; les détails suivants sont extraits du mémoire où étaient développés les résultats des reconnaissances et opérations préliminaires faites sur le terrain en 1829 et 1830.
Destiné à communiquer avec le canal de Charleroi à Bruxelles, qui débouche dans la Sambre, le canal projeté, sans avoir la même profondeur, aurait des dimensions qui permettraient aux bateaux partant de Chimay et Couvin, de transporter le fer fabriqué, la fonte et les ardoises, etc. jusqu'à l’Escaut.
Le projet de 1831 signale tout de suite « que la ligne principale a son origine à l’embouchure de l’Heure, dans la Sambre, à l’aval de Marchienne-au-Pont ; (qu’) elle suivra le vallon en remontant par Bommerée, Jamioulx, Ham-sur-Heure, Cour-sur-Heure, Berzée, Prit, Walcourt, Silenrieux et Cerfontaine.
De là, elle traversera le coteau de partage entre les eaux de l’Heure et celles des affluents de l’Eau Blanche, vers la maison Mirgaux, sur la Brouffe ; partie à ciel ouvert, en deux tranchées, partie en souterrain.
Du bief de partage, elle se dirigera par le coteau entre la Brouffe et l’Eau Blanche, vers Bossus, où le canal franchira le vallon au moyen d’un aqueduc et traversera ensuite le coteau entre l’Eau Blanche et Couvin, en se portant par la gauche de cette ville jusques aux forges qui se trouvent à 2000 mètres en amont ; là, finira cette navigation.
Il sera fait une rigole de prise d’eau à l’Eau Blanche, de Chimay ; cette rigole sera navigable et joindra le bief de partage par le coteau entre Aublain et Lagrange. »
Si la première mouture du projet du temps de l’Amalgame a pu se porter sur Chimay, il n’en est plus de même en 1831 où le tracé à partir « de Thuin en remontant l’entre Sambre et Meuse » est juste cité pour la forme.
Pourquoi avoir gardé alors le titre Canal de Chimay ?
Vraisemblablement pour rendre hommage au prince de Chimay, qui pouvait en être un des instigateurs en 1829-1830 et désormais, un pion central, particulièrement intéressant pour son influence déterminante... C’est plausible mais nous n’en avons pas la preuve …

## Un chemin de fer
Ce projet de canal ne verra pas le jour et une douzaine d’années plus tard, une société aux capitaux anglais et belges se forme, la Société du chemin de fer de l'Entre-Sambre-et-Meuse, dans le but de construire le chemin de fer de l’Entre-Sambre-et-Meuse ; deux ingénieurs anglais, MM. William Cubitt et Sopwith, viennent vérifier, sur les lieux, les possibilités, qu’ils vont consigner dans deux mémoires publiés en avril 1844.
La première section de la nouvelle ligne — Marchienne-Walcourt — avec des embranchements vers Fraire et Morialmé, sera inaugurée le 1er décembre 1848 par Eugène Gremez, de Cerfontaine, contrôleur des Services du Transport, placé sous les ordres de George Sheward, dont l’adresse est "Jardinet-lez-Walcourt" (c-à-d dans l’ancienne abbaye du lieu, aux abords immédiats de la gare). Après un intervalle de quatre années, la ligne est prolongée vers le sud : inauguration à Silenrieux le 6 novembre 1852, à Cerfontaine le 31 décembre 1853, à Mariembourg le 8 juin 1854 et une semaine plus tard à Couvin et à la frontière avant Vireux.